# Дельта-3000
«Дельта-3000» — американская трёхступенчатая ракета-носитель среднего класса, семейства Дельта.

## Конструкция

### Ускорители
В качестве стартовых ускорителей на РН Дельта-4000 были применены твердотопливные ускорители — Кастор-4. На модификации Дельта-3300 использовалось три стартовых ускорителя, а на Дельта-3900 — девять.

### Первая ступень
В качестве первой ступени, в РН Дельта-3000 была использована ракетная ступень Дельта-Тор ELT (сокр. от англ. Extended Long Tank) с жидкостным ракетным двигателем RS-27. Дельта-Тор ELT в данной компоновке была разработана компанией McDonnell Douglas (ныне — Boeing) в 1975 году.

### Вторая ступень
В качестве второй ступени на ракете-носителе Дельта-3000 использовалась ракетная ступень Дельта-К или Дельта-P, разработки компании McDonnell Douglas.

### Третья ступень
Для доставки полезной нагрузки (ПН) на геостационарные орбиты (ГСО) на ракете-носитель Дельта-3000 могли использоваться вспомогательные модули полезной нагрузи разной конструкции. Ракета-носитель была адаптирована под использование модулей Стар-37Д, Стар-37Е и PAM-D (Стар-48В). Ракета-носитель Дельта-3ХХ0 в случае использования модуля PAM-D обозначалась, как Дельта-3ХХ0 PAM-D. Начиная с РН Дельта-4000 модуль PAM-D получил цифру «5» в цифровом обозначении ракеты-носителя и РН Дельта-4ХХХ в таком исполнение имела обозначение «Дельта-4ХХ5».